# Cipameungpeuk
Cipameungpeuk is een bestuurslaag in het regentschap Sumedang van de provincie West-Java, Indonesië. Cipameungpeuk telt 5848 inwoners (volkstelling 2010).